# Иван Вазов (улица в София)
Вижте пояснителната страница за други значения на Иван Вазов.
„Иван Вазов“ е централна улица в София, район „Средец“. Наречена е на българския писател Иван Вазов.
Простира се на запад до ул. „Дякон Игнатий“, в района на Градската градина, а на изток – до бул. „Васил Левски“. Пресича се с някои централни улици в София, като ул. „Раковска“, „6-и септември“ и „Цар Шишман“. Южно от нея се намира ул. „Гурко“, а северно ул. „Славянска“ на които е паралелна.

## История
До 1930-те години, улицата се именува „Вълкович“.

## Обекти
На ул. „Иван Вазов“ или в нейния район са разположени следните обекти:
- Народен театър „Иван Вазов“
- Агенция за финансово разузнаване
- Посолство на Иран
- Държавна агенция за младежта и спорта
- БДЖ ЕАД – Централно управление
- Съюз на българските композитори